# Ruzena Slemrová
Růžena Šlemrová, née Růžena Machová à Pilsen (alors en Autriche-Hongrie) le 10 novembre 1886 et morte à Prague le 24 août 1962 , est une actrice tchécoslovaque.
Růžena Šlemrová est apparue dans 77 films entre 1914 et 1956, dont le premier film tchèque, Le Cauchemar (1914).

## Biographie
Ruzena Slemrová est la fille de l'historien tchèque Bedřicha Macha et de Roberta Šlemra. En 1909, elle est membre de la toute nouvelle troupe du théâtre pragois de Vinohrady où elle est restée (sauf pour la période 1944-1947) jusqu'en 1948, date de sa retraite.
Elle commence de tourner au cinéma en 1914 dans quelques films muets. La plupart de ses rôles étaient ceux de dames de la haute société énergiques, bavardes et vivaces. Les seuls rôles majeurs qu'elle a obtenu sont ceux de madame Stepánková dans la comédie de 1939 Paní Morálka krácí mestem (Madame Moral marche en ville) et celui de madame Rezi dans Anton Spelec, ostrostrelec (Anton Špelec, tireur d'élite) en 1932, où elle joue aux côtés de Vlasta Burian. Comme beaucoup d'autres stars du grand écran des années d'avant-guerre, cependant, la nationalisation du cinéma en 1945 ne lui a pas été favorable et elle n'a plus joué que sporadiquement dans des rôles mineurs.

## Filmographie partielle
- 1914 : Le Cauchemar de Jan Palouš : Madame Fialová
- 1932 : Anton Spelec, tireur d'élite (en) (Anton Spelec, ostrostrelec) de Martin Frič : Tereza
- 1936 : Camel Through the Eye of a Needle (Velbloud uchem jehly) de Hugo Haas : Továrnice Stepánová
- 1939 : Paní Morálka kráčí městem de Cenek Slégl : madame Stepánková, alias paní Morálka